# Juan Manuel Vivaldi
Juan Manuel Vivaldi (Buenos Aires, 17 de julio de 1979) es un exjugador argentino de hockey sobre césped que se desempeñó en la posición de arquero. Integró la Selección nacional, donde hizo su debut en 2001 y con la que obtuvo la medalla de oro en los Juegos Olímpicos de Río de Janeiro 2016 y el tercer puesto en el Campeonato Mundial de 2014.
En la Selección nacional comenzó como suplente de Pablo Moreira, concurriendo a los Juegos Olímpicos de Atenas 2004 como tal.
Tras finalizar su participación en los Juegos Olímpicos de Tokio 2020, Juan Manuel se retiró de la Selección.